# Parachutes Tour
Parachutes Tour va ser la primera gira de concerts de la banda de rock britànica Coldplay. Després de la seva primera actuació a The Laurel Tree com a Starfish, Coldplay es va embarcar en una sèrie de concerts entre 1998 i 1999 que van incloure el seu debut al Festival de Glastonbury. Els espectacles d'aquest darrer any es van llançar majoritàriament en suport de l'EP The Blue Room i es van celebrar en col·laboració amb la banda islandesa Bellatrix. Les entrades estaven disponibles per 3 lliures.
L'any 2000 es va anunciar la gira Parachutes Tour, en què Lowgold va actuar com a teloner al Regne Unit. Coldplay va visitar petites sales i festivals a Europa, Amèrica del Nord i Oceania, i també es van celebrar actuacions puntuals al Japó i Singapur. Segons Billboard, els espectacles de 2001 van recaptar una mitjana de 52.743 dòlars amb 2.507 entrades venudes per concert.

## Llista de cançons
| Cançons |
| --- |
| Extret dels seus concerts de Glastonbury de 1999 i 2000. Actuació de debut: 1. "Careful Where You Stand" 2. "No More Keeping My Feet on the Ground" 3. "Shiver" 4. "Spies" 5. "Brothers & Sisters" 6. "Bigger Stronger" 7. "Only Superstition" Segona actuació: 1. "Spies" 2. "Don't Panic" 3. "High Speed" 4. "Shiver" 5. "Trouble" 6. "Yellow" 7. "Everything's Not Lost" 8. "You Only Live Twice" (Nancy Sinatra cover) |